# توماس ديفيس (لاعب كريكت)
توماس ديفيس (27 نوفمبر 1827 - 29 مايو 1898) (بالإنجليزية: Thomas Davis)‏ هو لاعب كريكت بريطاني.

## وصلات خارجية
- توماس ديفيس على موقع إي آس بي آن كريك إنفو (الإنجليزية)